# Рождество в Германии

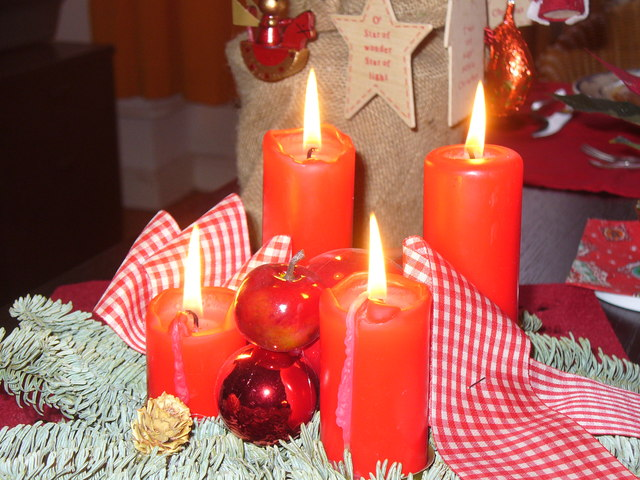
Рождественский венок

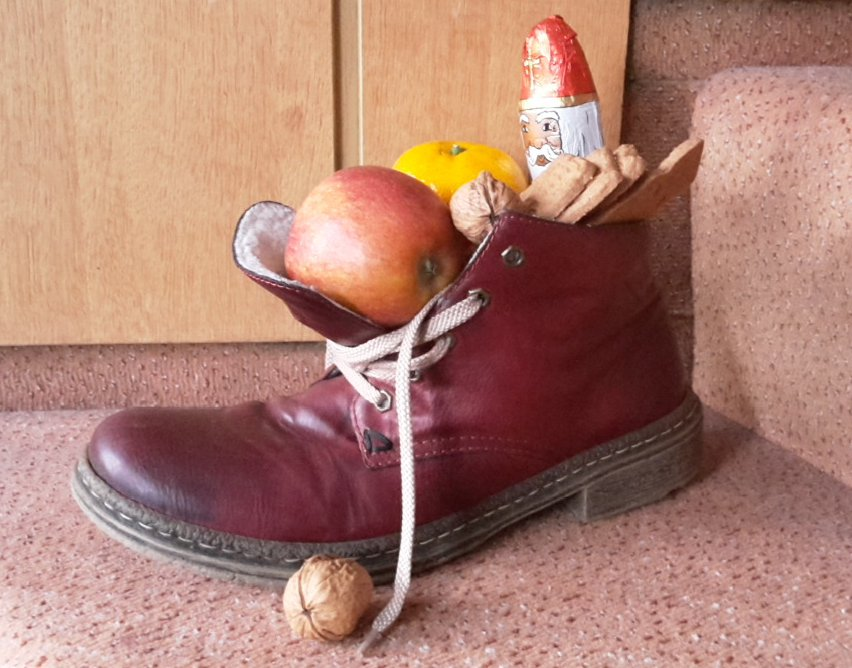
Подарок ко Дню святителя Николая

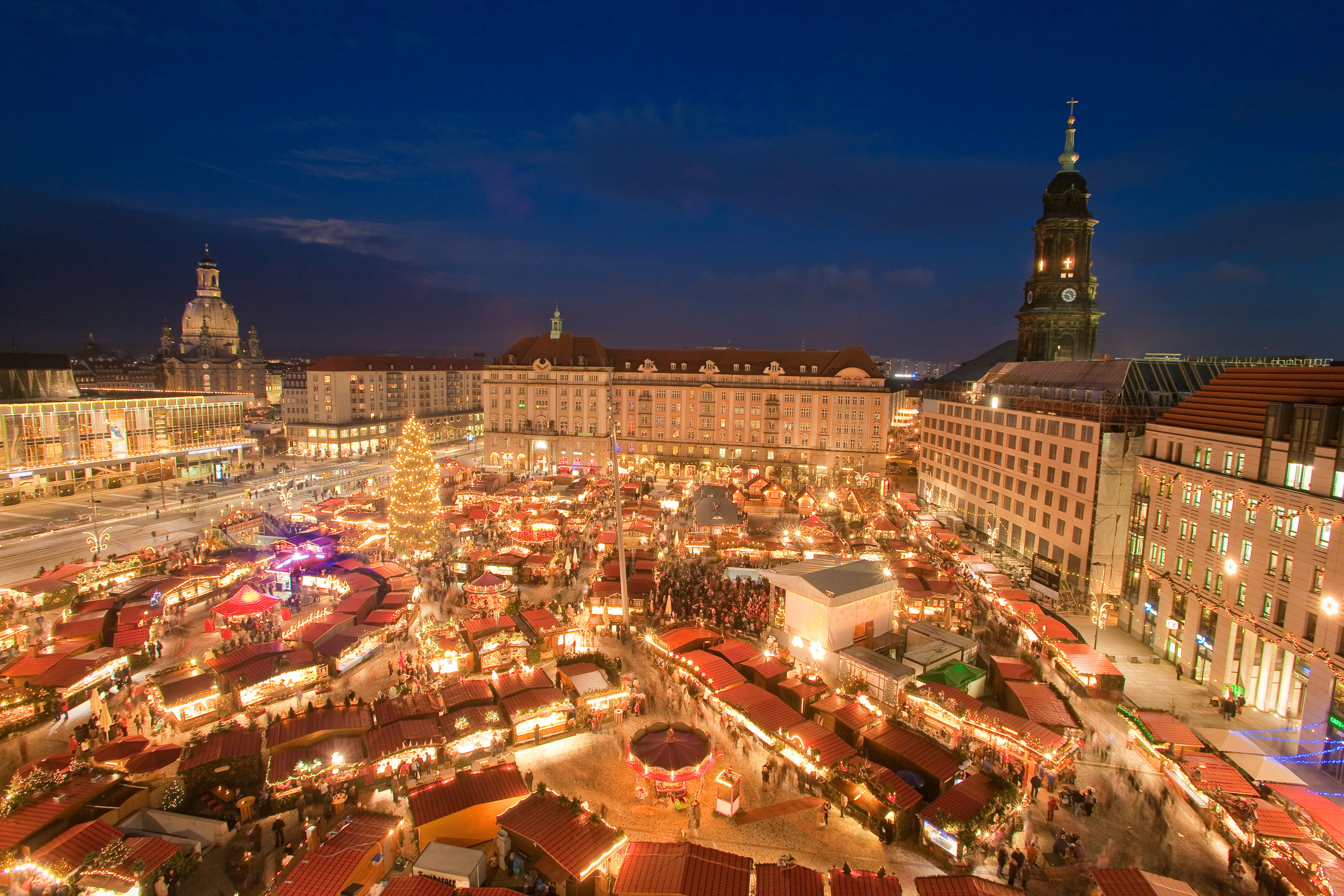
Штрицельмаркт в Дрездене

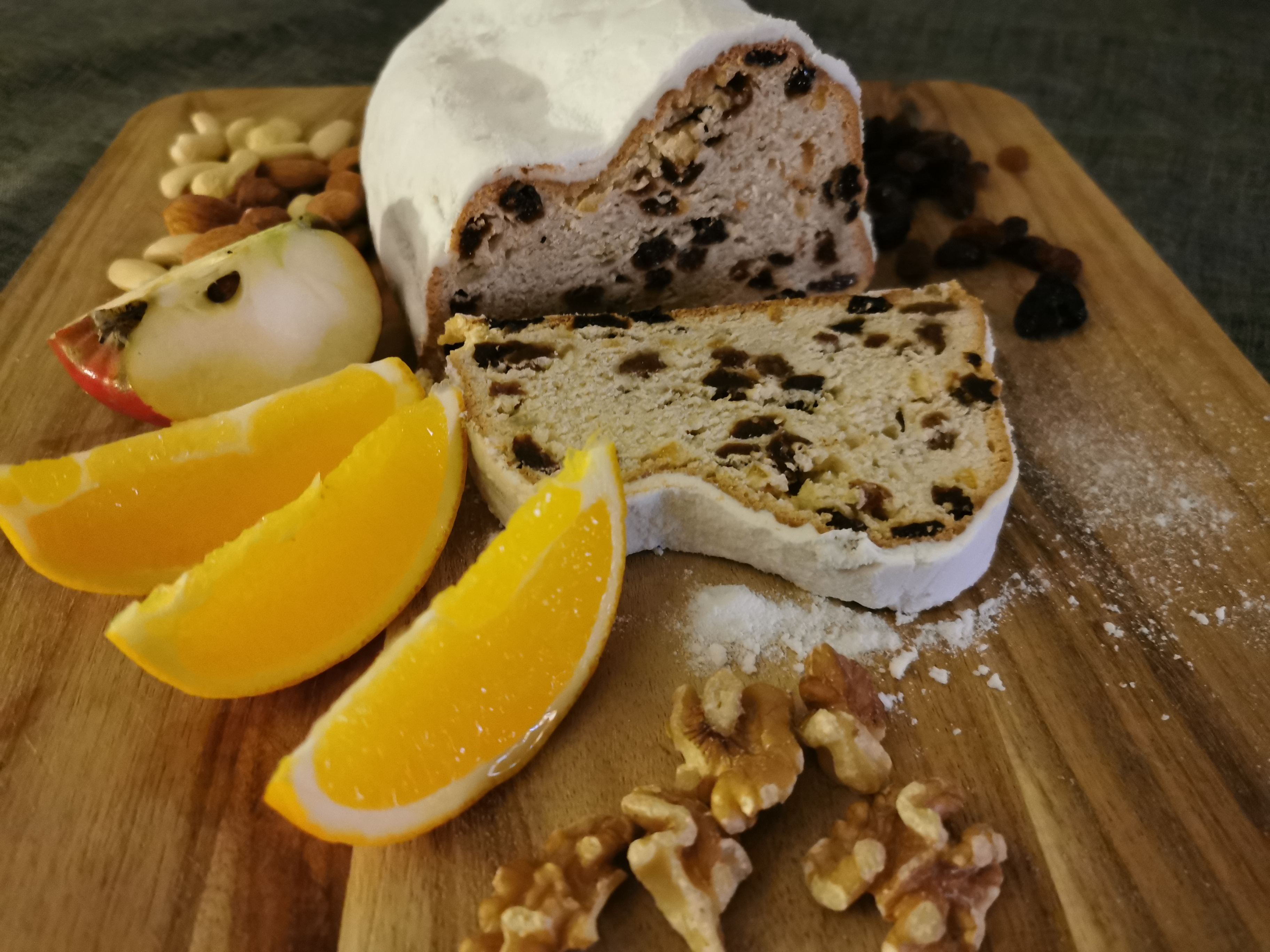
Штоллен

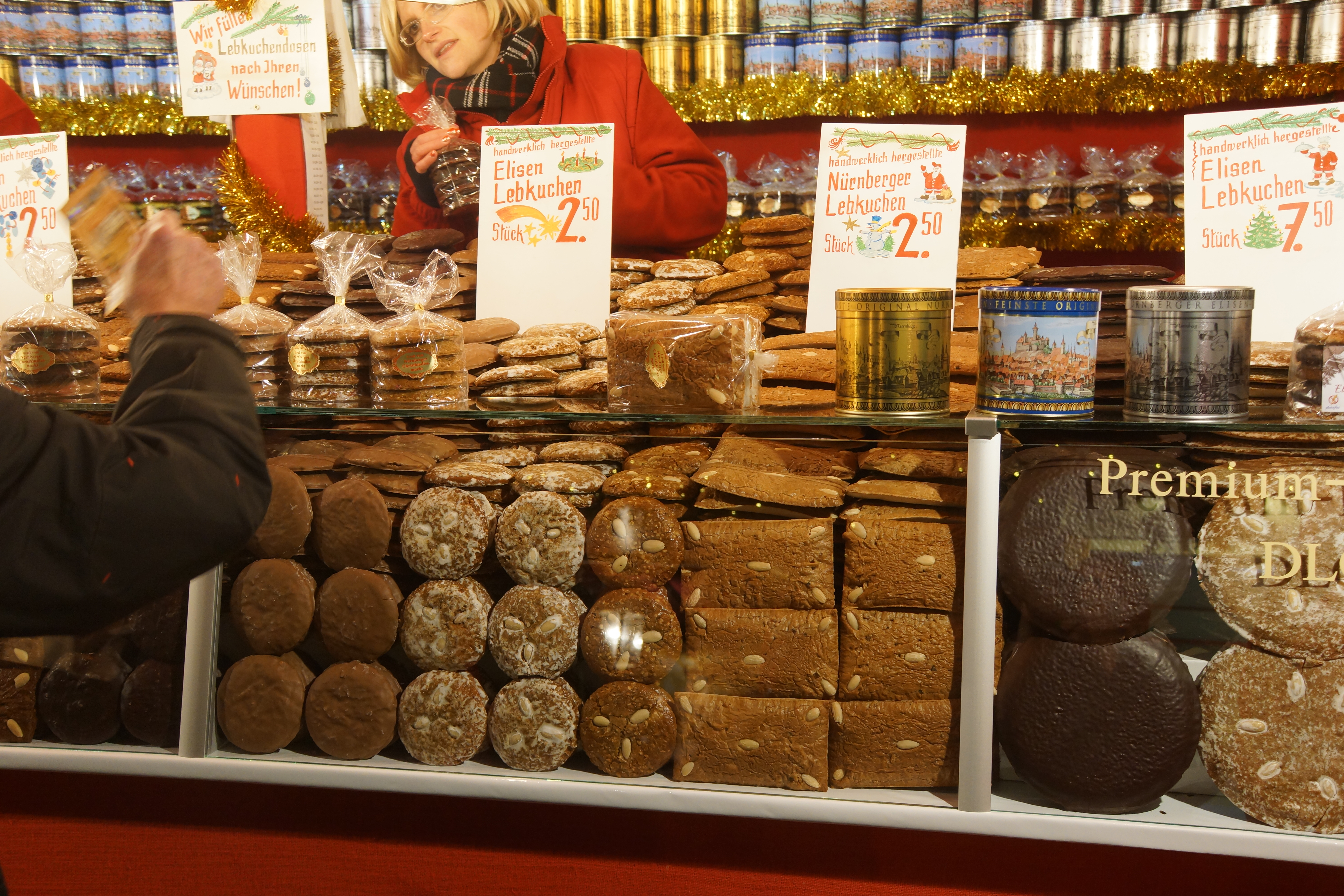
Нюрнбергские пряники

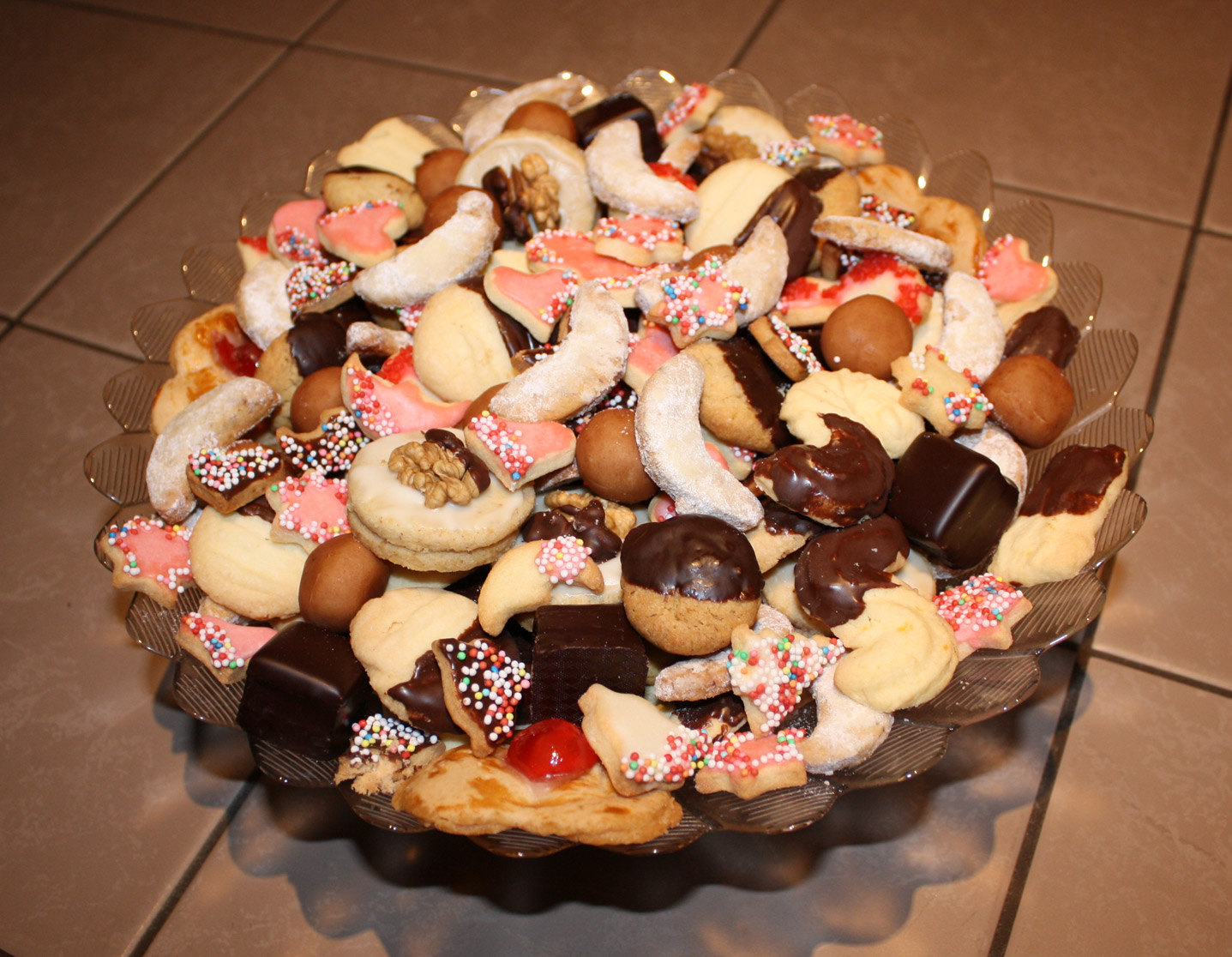
Рождественское печенье плецхен

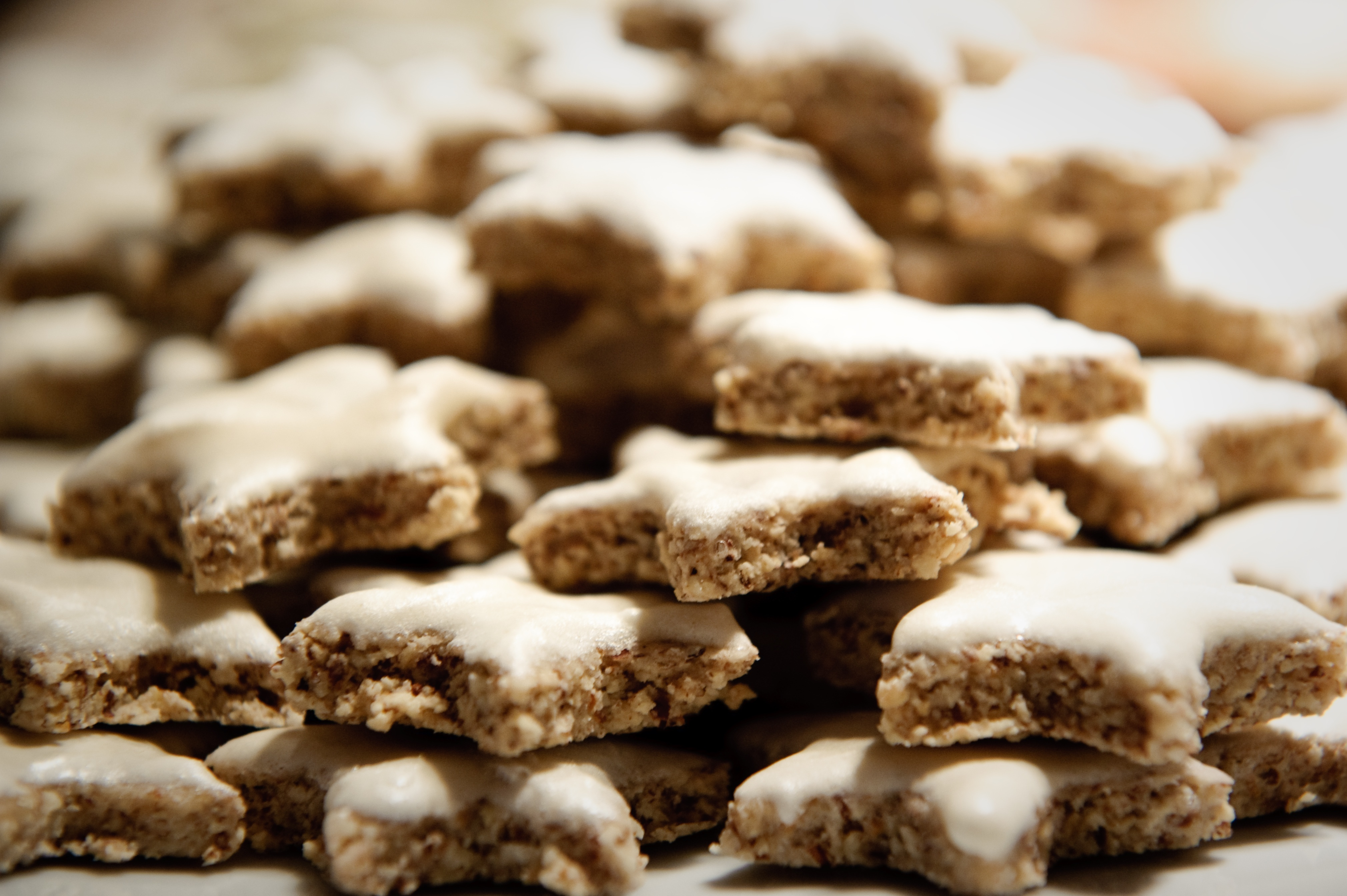
Рождественское печенье «коричная звезда»

Рождество (нем. Weihnachten — букв. «святые ночи»), самый крупный и значимый в годовом цикле праздников как в католическом, так и протестантском мире, в Германии является самым ожидаемым, таинственным и любимым, праздником семьи и ребёнка, душевной атмосферы родительского дома и христианской веры. Впервые немецкие рождественские обычаи были зафиксированы в труде философа и германиста XIX века Александра Тилле «История немецкого Рождества» (1893). Немецкое Рождество — не отдельный праздник, вокруг него группируется целый комплекс зимних праздников, связанных с четырёхнедельным периодом адвента, предшествующим Рождеству, и построждественским периодом.
На время адвента в Германии приходится ряд праздников, посвящённых христианским святым, которые вплоть до второй половины XX века встречали в сельской местности с шумными гуляньями, ряжеными и аграрно-магическими обрядами: День святого Андрея (30 ноября), святой Варвары (4 декабря), святого Николая (6 декабря), святой Люции (13 декабря) и святого Фомы (21 декабря). С этими днями связано большое количество примет, обычаев и видов гадания. В католических областях Германии день святого Николая по своей популярности не уступает самому Рождеству. В изначальной версии традиций дня святого Николая он, добродушный епископ с длинной седой бородой и золочёным жезлом, приходил в дома, чтобы узнать у родителей о поведении детей, выяснял, знают ли дети молитвы и песнопения, одаривал послушных и бил розгами неслухов. Кроме того, на день святого Николая проводилось ряженье, главными персонажами которого были слуга Рупрехт и осёл. В современной Германии в день святого Николая дарят подарки и устраивают мелкие сюрпризы, а святой Николай чаще выполняет свою предрождественскую воспитательную миссию в рекламных целях на рождественских базарах. В протестантских районах Германии одаривание детей на день святого Николая происходит обычно без появления самого святого и тайно: родители оставляют небольшие подарки (яблоко, орехи, сладости, тёплые вещи, маленькие игрушки) в ночь на 6 декабря в условленном месте: на тарелке на подоконнике, у печной трубы, в подвешенных башмаках, носках или чулках. Важным элементом предрождественской поры у немцев-католиков является рождественский вертеп.
Рождественские базары в зависимости от региона носят самые разные названия (нем. Weihnachtsmarkt, нем. Adventsmarkt, нем. Christkindlmarkt и нем. Striezelmarkt), но являются обязательным элементом предрождественской обрядности по всей Германии и воплощением коммерциализации бренда немецкого Рождества: на них идёт торговля специфическими для этого времени глинтвейном и пуншем, пряниками и сосисками, а также другими продуктами питания и напитками домашнего немассового производства. Рождественский базар непременно устраивают на центральной площади города, но в крупных городах работают и дополнительные локальные или тематические рождественские базары, они уже давно зарекомендовали себя в качестве места встреч с родственниками, друзьями и знакомыми, чтобы почувствовать приближающийся праздник. В XIX веке на базарах обычно продавались рождественская выпечка, ёлочная и детская игрушка. Главными среди рождественских базаров считались нюрнбергский и дрезденский. Штрицельмаркт в Дрездене знаменит резными деревянными игрушками из Рудных гор, сливовыми человечками и штолленами. В Нюрнберге на рождественском базаре, традиционным сувениром которого считается сусальный ангел, также торговали самыми разнообразными ремесленными товарами, игрушками, фирменными пряниками и теми же сливовыми человечками.
Помимо знаменитого дрезденского штоллена на дрожжевом тесте и его региональных мюнхенского, вестфальского, эрфуртского и бременского аналогов и фигурных пряников в предрождественский период в Германии популярна обычно домашняя мелкая фигурная выпечка «плецхен» из песочного теста с глазурью. В Северной Германии на Рождество по традиции пекут печенье «степной песок». Характерные рождественские выемки для теста обычно имеют форму ёлки, полумесяца с лицом, вифлеемской звезды, ангела в длиннополом одеянии, колокольчика, сердечка и шестиконечной звезды. Для готового печенья в немецком доме обычно предусмотрено специальное праздничное блюдо. Плецхен обычно подают к обычному для немцев послеобеденному кофе в адвентские воскресенья, стол при этом украшают рождественским венком из еловых веток с четырьмя свечами по количеству воскресений и недель в адвент. Свечи и свет в целом как декоративный элемент играет большую роль в рождественской обрядности для придания атмосферы праздника и семейного уюта. Помимо свечей и гирлянд в оформлении гостиных немцы уделяют особое внимание окнам: в них выставляют деревянные рождественские фигуры, игрушки, подсвечники, их освещают гирляндами лампочек, традиционными деревянными арками с электрическими или восковыми свечами или рождественскими пирамидами, родом из саксонских Рудных гор. В Саксонии традиционным элементом украшения рождественских пирамид и арок-подсвечников является «стружечное дерево». Этот регион с середины XIX века славится резной деревянной рождественской игрушкой, особенно в облике горняка или ангела, которые являются одновременно курильницами для ароматических свечек. Знаменитый щелкунчик в форме солдата или полицейского из сказки Э. Т. А. Гофмана тоже родом из Рудных гор, где колка орехов была неотъемлемым атрибутом рождественских вечеров. Популярным в Германии рождественским украшением является бумажная звезда Фребеля.
Собственно Рождество в Германии объединяет три дня: вечер 24 декабря — сочельник, 25 декабря — Рождество, первый день Рождества и 26 декабря — День святого Штефана, второй день Рождества. Подготовка рождественской трапезы начинается накануне сочельника — 23 и 24 декабря. Несмотря на обилие полуфабрикатов, рождественские блюда немцы предпочитают готовить традиционными способами. В сочельник в домах делают уборку, устанавливают рождественскую ель, которую после посещения церкви родители наряжают за закрытыми дверями втайне от детей и выкладывают подарки. Украшенная ель в качестве главного национального атрибута Рождества в Германии утвердилась в эпоху первого объединения Германии в 1870-х годах. Первые украшения рождественского дерева были съедобными. Ночная праздничная трапеза начинается после одаривания, её завершают традиционные зимние занятия в гостиной: колка орехов, карточные игры, рождественские песни, в том числе знаменитый гимн O Tannenbaum. Рождественский сочельник ещё приходится на пост, поэтому на стол подают раньше подавали простые постные блюда, например, карпа, но современные немцы, согласно данным опроса 2016 года, предпочитают картофельный салат с венскими сосисками. Это скромное блюдо, как показывают опросы, подают на стол в сочельник в домах у трети и до половины опрошенных. У такой традиции в Германии есть несколько объяснений: она напоминает о временах продуктового дефицита в послевоенные годы, кроме того, 24 декабря — рабочий день, и оставшееся время лучше потратить на украшение рождественской ёлки, да и трапеза должна напоминать о бедности Девы Марии и Иосифа. Первый и второй дни Рождества немцы также отмечают в кругу семьи и родственников: после скромного завтрака и церковной службы к праздничному обеду с типичным рождественским гусем, картофельными клёцками и тушёной краснокочанной капустой прибывают гости. После обеда следует традиционные «кофе и пирог», а на ужин обычно подают холодные закусочные блюда и копчёности.